# Batschkapp

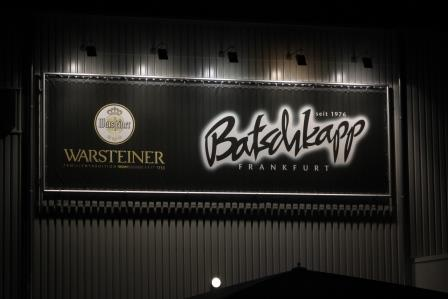
Batschkapp-Logo

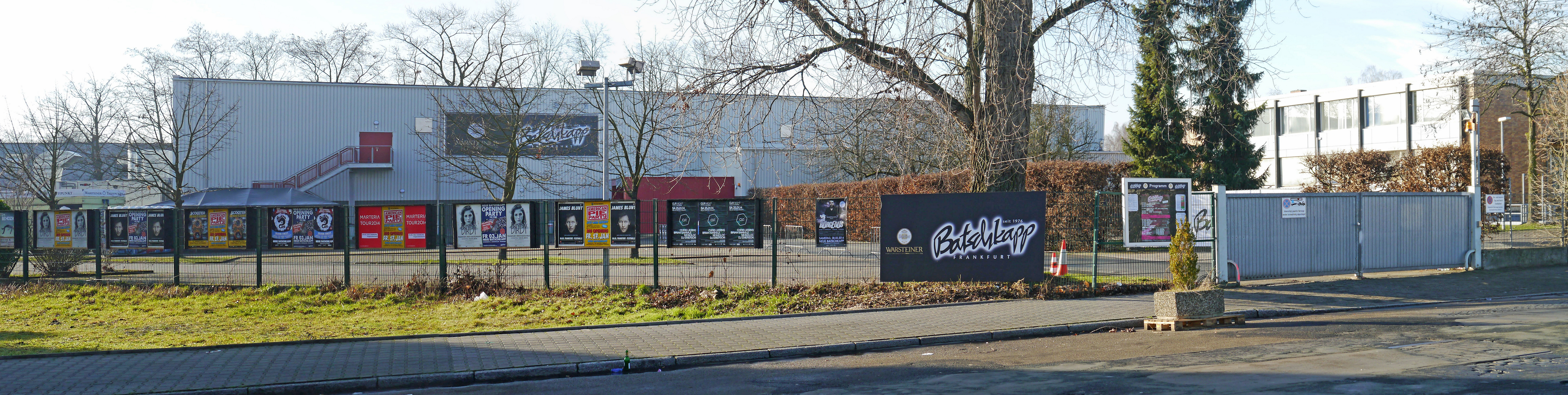
Batschkapp an neuem Standort (2014)

Das Kulturzentrum Batschkapp (Frankfurter Dialektbezeichnung für die Schiebermütze), im Szenejargon auch einfach die Kapp genannt, ist ein Rockclub in Frankfurt am Main, der sich dem Genre der alternativen Musik verschrieben hat.

## Neuer Standort
Der ursprüngliche Club befand sich in der Maybachstraße an der S-Bahn-Station Eschersheim im Stadtteil Eschersheim. Zum Kulturzentrum gehörte außerdem die unabhängig betriebene Kneipe/Konzertlocation Elfer Music Club im selben Gebäude, die inzwischen nach Dribbdebach (Sachsenhausen) umgezogen ist. Auch die Batschkapp zog zum 10. Dezember 2013 in die Gwinnerstraße 5 im Stadtteil Seckbach um.
In den neuen, sehr viel größeren Räumlichkeiten (zugelassen für bis zu 1500 gegenüber vorher 400 Personen) können auch stark nachgefragte Konzerte stattfinden, die früher in andere Lokalitäten wie die Stadthalle Offenbach oder die Neu-Isenburger Hugenottenhalle ausgelagert werden mussten. Auf dem Gelände der ehemaligen Batschkapp hat die ABG Frankfurt Holding für 13 Millionen Euro ein Gebäude mit zahlreichen Wohnungen, Tiefgarage und einem Supermarkt errichtet.

## Geschichte

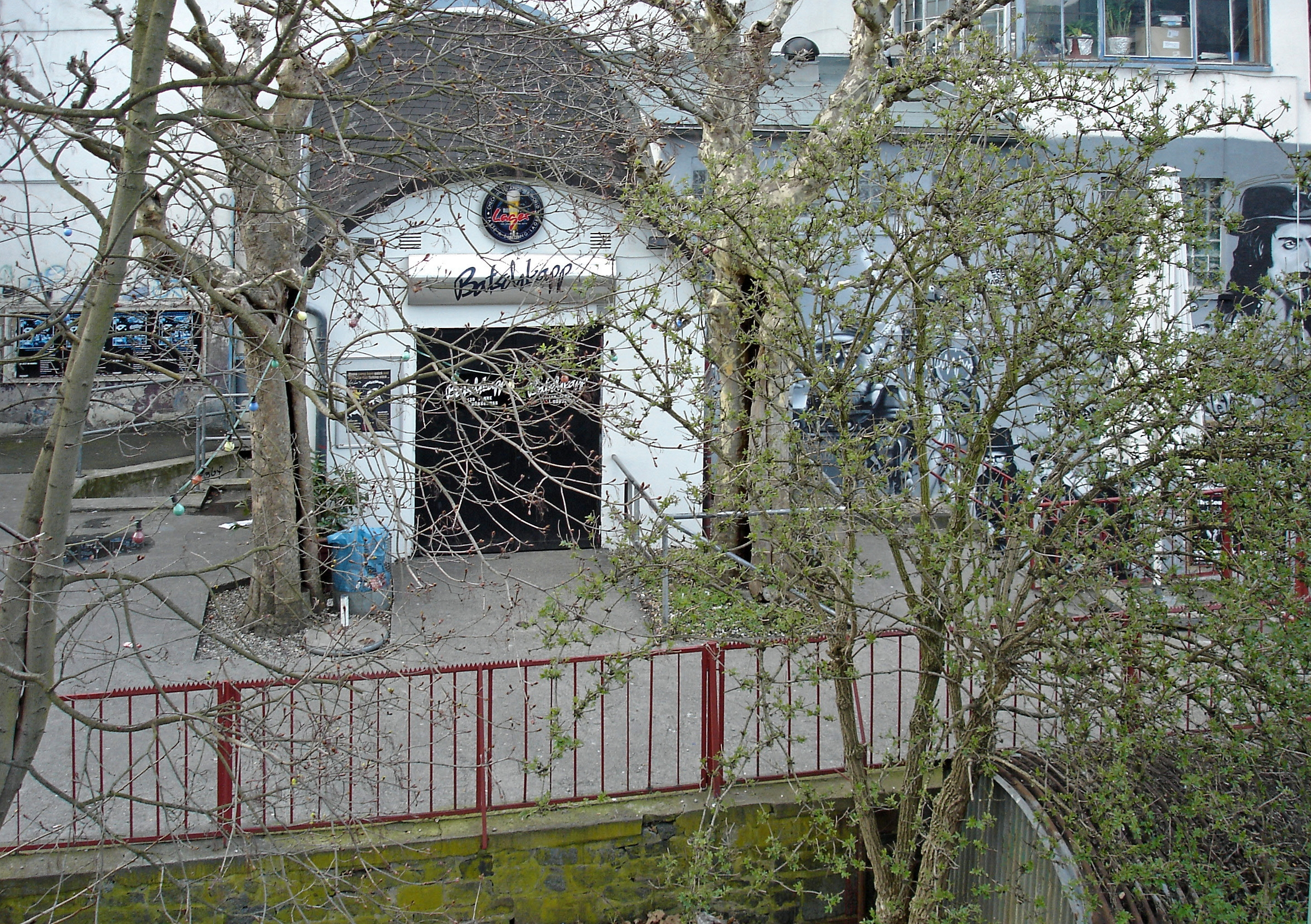
Eingang des ehemaligen Clubgebäudes

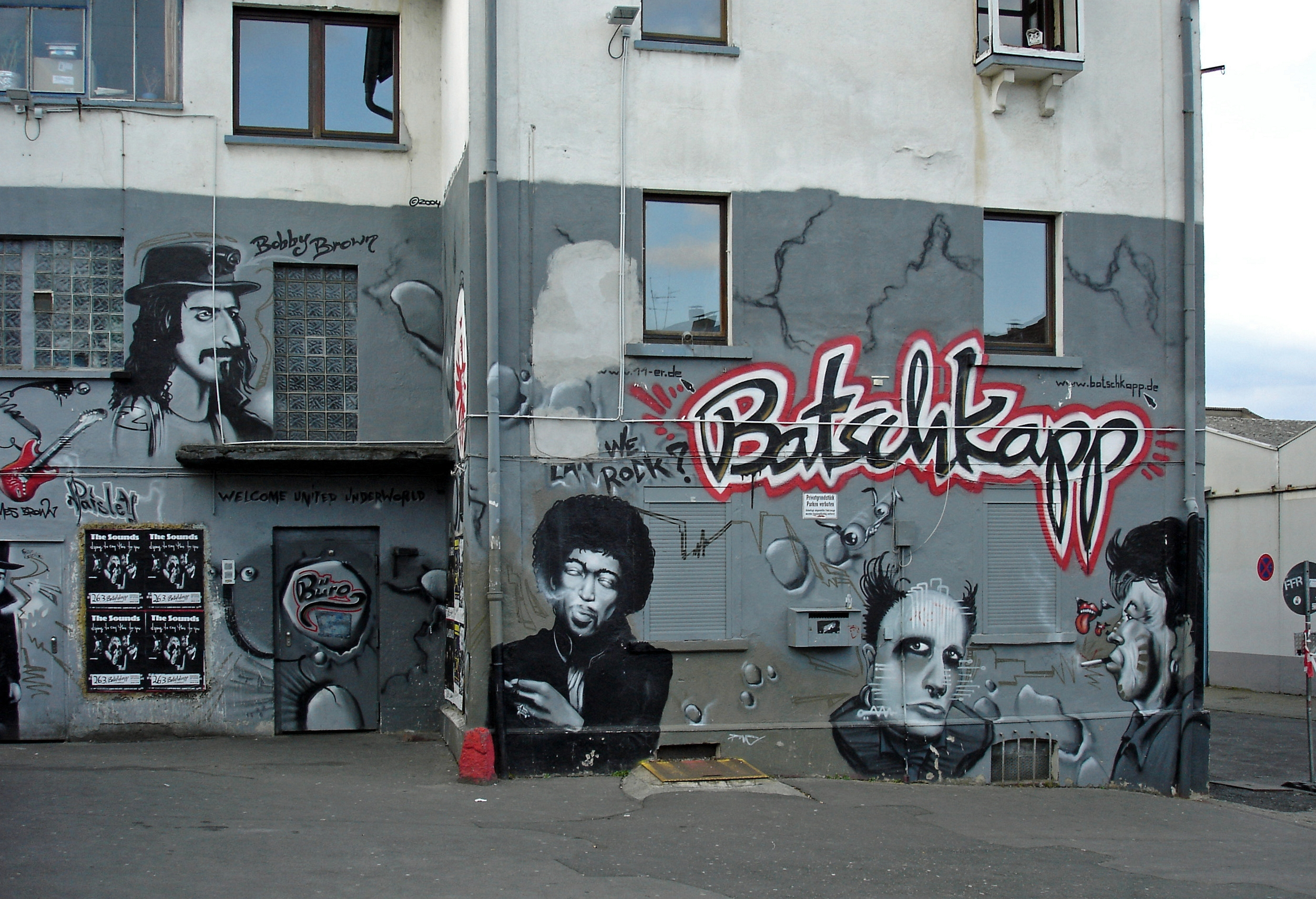
Das Batschkapp-Logo als Graffiti-Artwork von Bomber One an der Außenwand des alten Gebäudes

Der Club wurde bereits 1976 gegründet, um eine „autonome und linke Gegenkultur“ zu etablieren. Er entstand als ein an das „Stadtteilzentrum“ der Arbeiterselbsthilfe (ASH) (beheimatet in der Gaststätte „Zum Elfmeter“) angeschlossenes Kulturzentrum. In dem Gebäude in der Maybachstraße 24 war zuvor das Stadtteilkino Metropol-Lichtspiele mit 450 Sitzplätzen untergebracht, das von ca. 1949 bis 1965 bestand. Zu den Stammbesuchern der Batschkapp zählte in der Anfangszeit unter anderen Joschka Fischer, der eine Freundschaft zu Batschkapp-Inhaber Ralf Scheffler pflegt. In der Batschkapp finden regelmäßig Konzerte, Clubnächte und Bandwettbewerbe statt. In den ersten Jahren nach der Gründung wurden dort auch Theateraufführungen und -workshops veranstaltet, zum Beispiel zum Thema Straßentheater.
Bei seinem ersten Besuch in Frankfurt 1987 legte Westbam in der Batschkapp auf.
Am letzten Wochenende im August 1994, aus Anlass des 1200-jährigen Stadtjubiläums von Frankfurt am Main, fand erstmals die zweitägige Technoparty Tunnel Rave – Tunnel of Love statt, die von der Batschkapp in Zusammenarbeit mit dem Eventveranstalter Matthias Grein von der Diskothek Cooky’s organisiert wurde. Zur Premiere des fortan jährlich ausgerichteten Raves Tunnel of Love, der sich in der eigens dafür gesperrten Autounterführung Theatertunnel zwischen Berliner Straße und Schauspiel Frankfurt ereignete, legten Techno-DJs wie Sven Väth, Marusha und Mark Spoon auf.
Zum 20-jährigen Bestehen veröffentlichte die Batschkapp 1996 eine bebilderte Jubiläumschronik in Heftform mit einem Vorwort von Sänger Campino von den Toten Hosen und wohlwollenden Gastbeiträgen von Politikern wie Joschka Fischer von den Grünen und der damaligen Oberbürgermeisterin der Stadt Frankfurt Petra Roth (CDU). Außerdem enthielt das Heft ein herausnehmbares Faltposter (Centerfold) der damaligen Clubbelegschaft.
Anlässlich seines 30-jährigen Jubiläums veröffentlichte der Club 2006 den Doppel-CD-Sampler 30 Jahre Hörgenuss bei EMI, auf dem Lieder von Gruppen zu hören sind, die seit der Gründung in der Batschkapp aufgetreten sind. Aufgrund ihrer langen Geschichte und ihrer Bedeutung als Konzerthalle für Künstler wie Nirvana, Lenny Kravitz, Die Toten Hosen und R.E.M. ist die Batschkapp ein über die Metropolregion Rhein-Main hinausgehend bekannter Rockclub. Der ehemalige Security-Chef der Toten Hosen, Manfred Meyer († 6. Januar 2009) mit der eigenen Firma MM-Security, war gleichzeitig Türsteher und für den Sicherheitsdienst des Musikclubs Batschkapp zuständig gewesen. Durch seinen Job in der Batschkapp hatte Meyer, der Mitglied im hessischen Motorradclub Black Devils MC war, die Düsseldorfer Punkrockband um 1988 kennengelernt.

## Medien
- 1982 erschien im Selbstverlag eine Langspielplatte mit Liveaufnahmen vom Februar 1982 der Gruppen MC2, Vitamin, Bildstörung, Strassenjungs, Strapaze und Flex-y-bell unter dem Titel Jugend forscht.[13]
- Der Videoclip Hier kommt die Schwester der Sängerin Sabrina Setlur wurde 1995, damals noch unter ihrem Pseudonym Schwester S., vor und in der Batschkapp gedreht.
- 2007 drehte Anja Ehrhardt die 45-minütige Dokumentation Ein Musikclub wird erwachsen über die Batschkapp für das Fernsehen des Hessischen Rundfunks. In diesem Film kommen viele Wegbegleiter des Clubs zu Wort, unter anderem Joschka Fischer, Wolfgang Niedecken und Farin Urlaub. Außerdem zeigt der Dokumentarfilm Liveszenen der zweitägigen Technoparty Tunnel Rave – Tunnel of Love von August 1994.
- Seit Februar 1993 betreibt die Batschkapp-Geschäftsführung einen zweiten, kleineren Musikclub namens Nachtleben an der Konstablerwache in der Frankfurter Innenstadt.

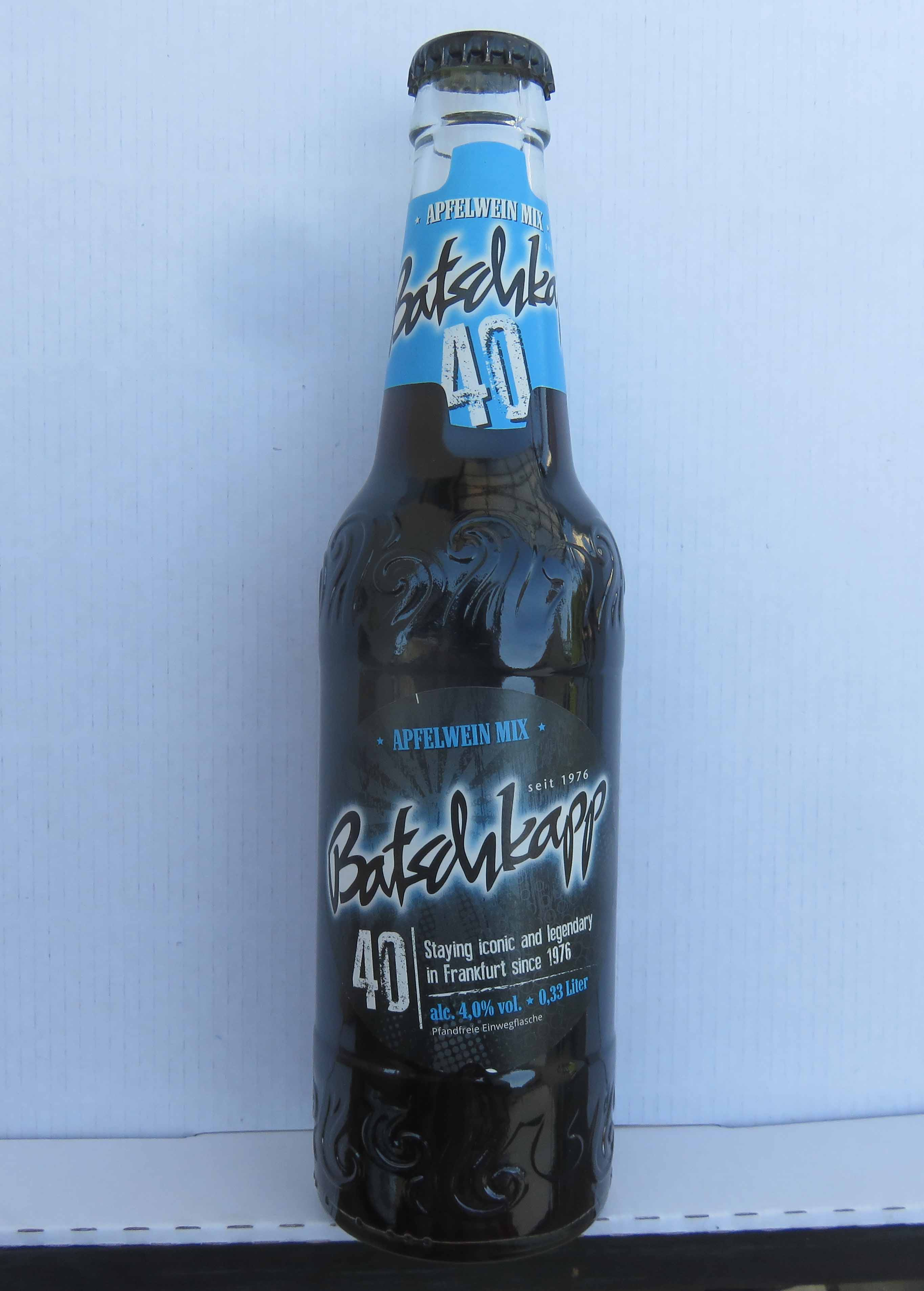
Zum 40-jährigen Jubiläum des Musikclubs hergestellter Apfelwein (2016)

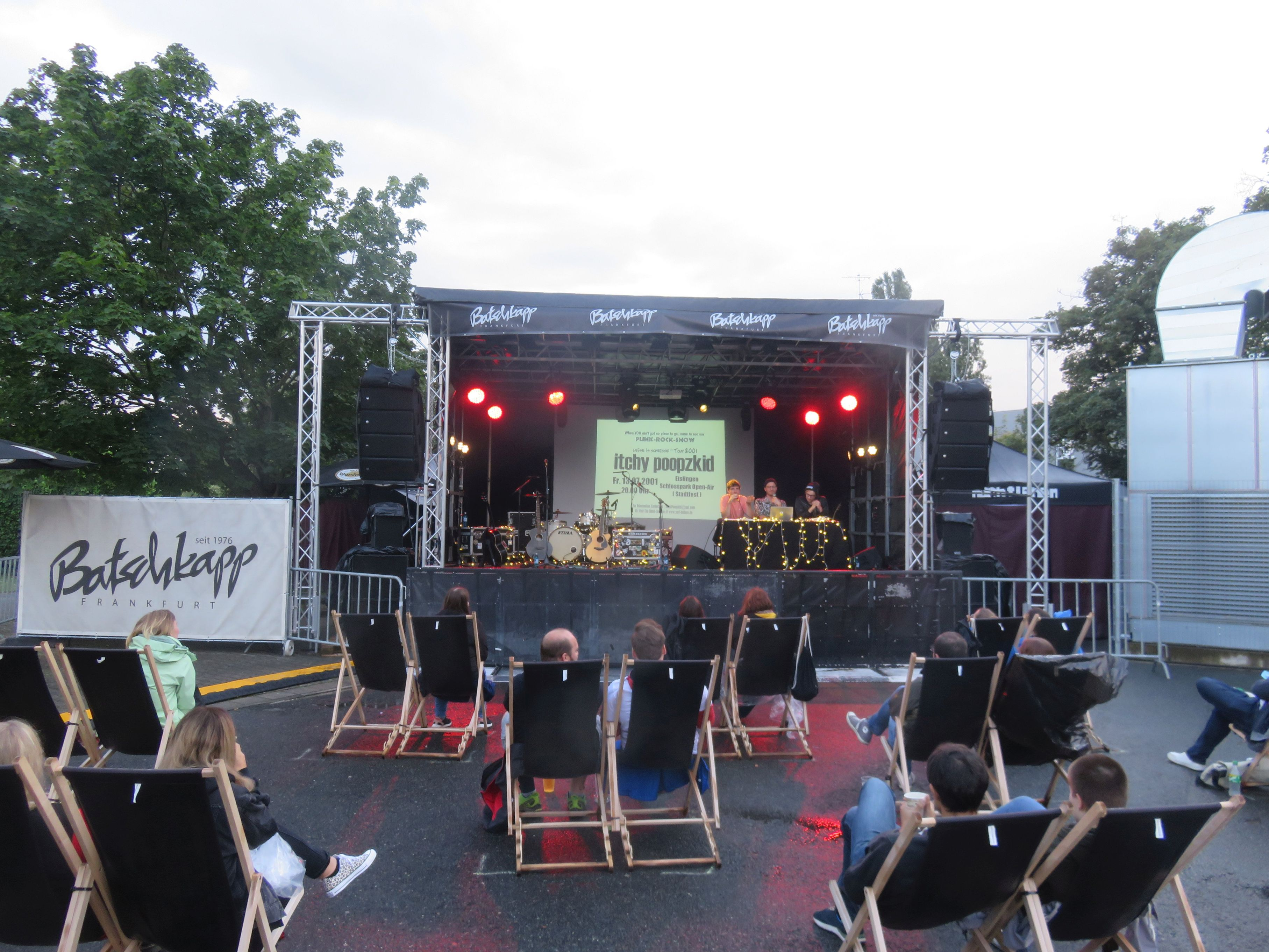
Coronakonforme musikalische Lesung des Punkrocktrios Itchy im Innenhof der Batschkapp (2021)

## Auszeichnungen
Im Rahmen der Frankfurter Musikmesse erhielt die Batschkapp im März 2012 den Live Entertainment Award für den besten Club des Jahres.